# 柯布菲策吸虫
柯布菲策吸虫（学名：Fischoederius cobboldi）为腹袋科菲策属的动物。分布于日本、印度、印度尼西亚、台湾岛以及中国大陆的江西、浙江等地，营寄生生活，宿主黄牛、水牛、犁牛、野牛以及寄生于瘤胃。